# Piotr Mamonow
Piotr Nikołajewicz Mamonow (ros. Пётр Никола́евич Мамо́нов) (ur. 14 kwietnia 1951 w Moskwie, zm. 15 lipca 2021 tamże) – radziecki i rosyjski muzyk rockowy, aktor, poeta, prezenter radiowy, znany z grupy muzycznej „Zwuki Mu” (ros. Зву́ки Му) oraz filmów i występów solowych.

## Życiorys

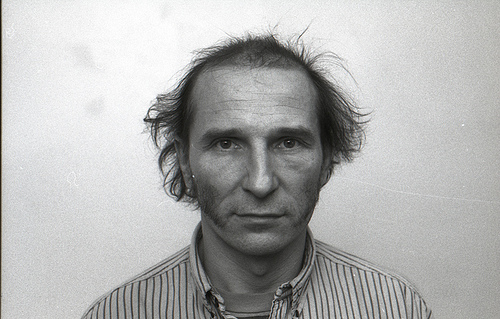
Piotr Mamonow w 1995 roku, fot. Igor Muchin

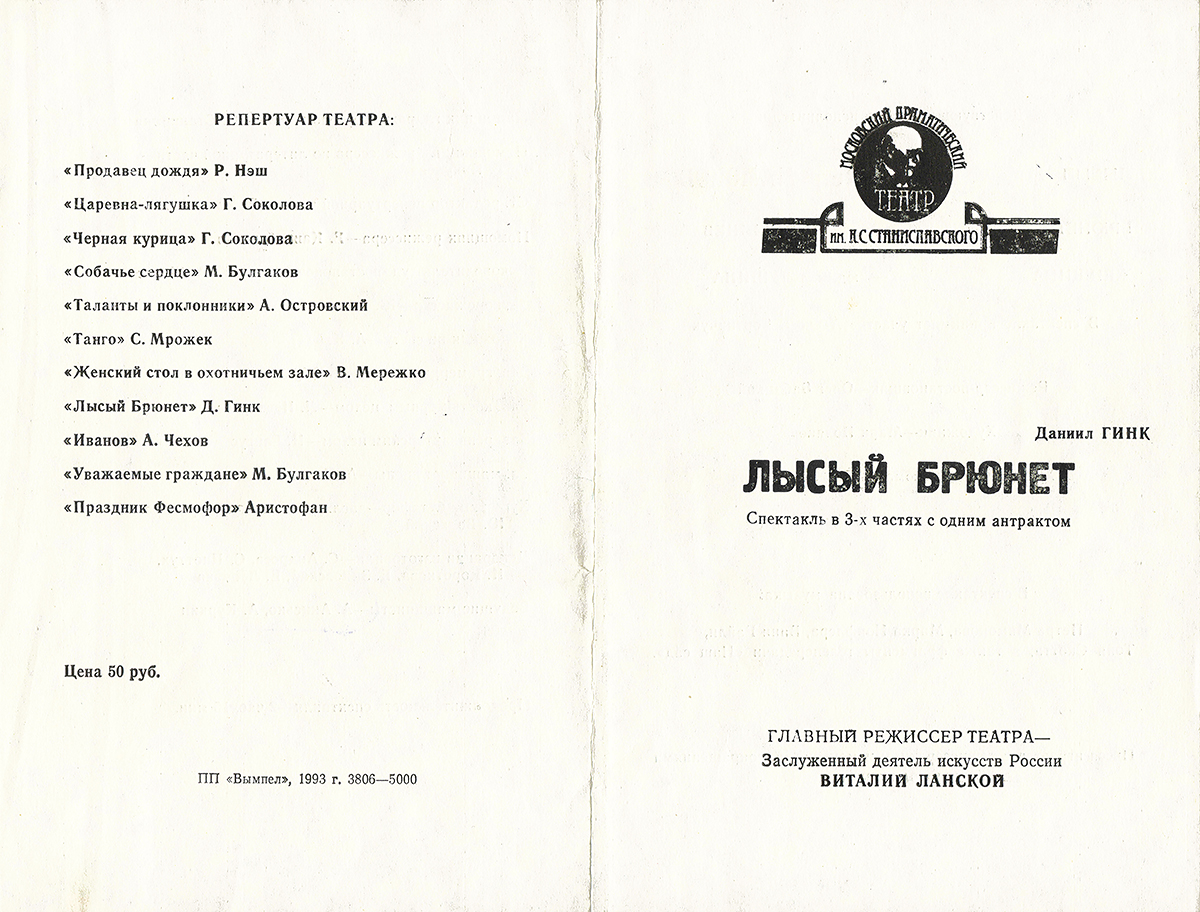
Program spektaklu „Łysy brunet”

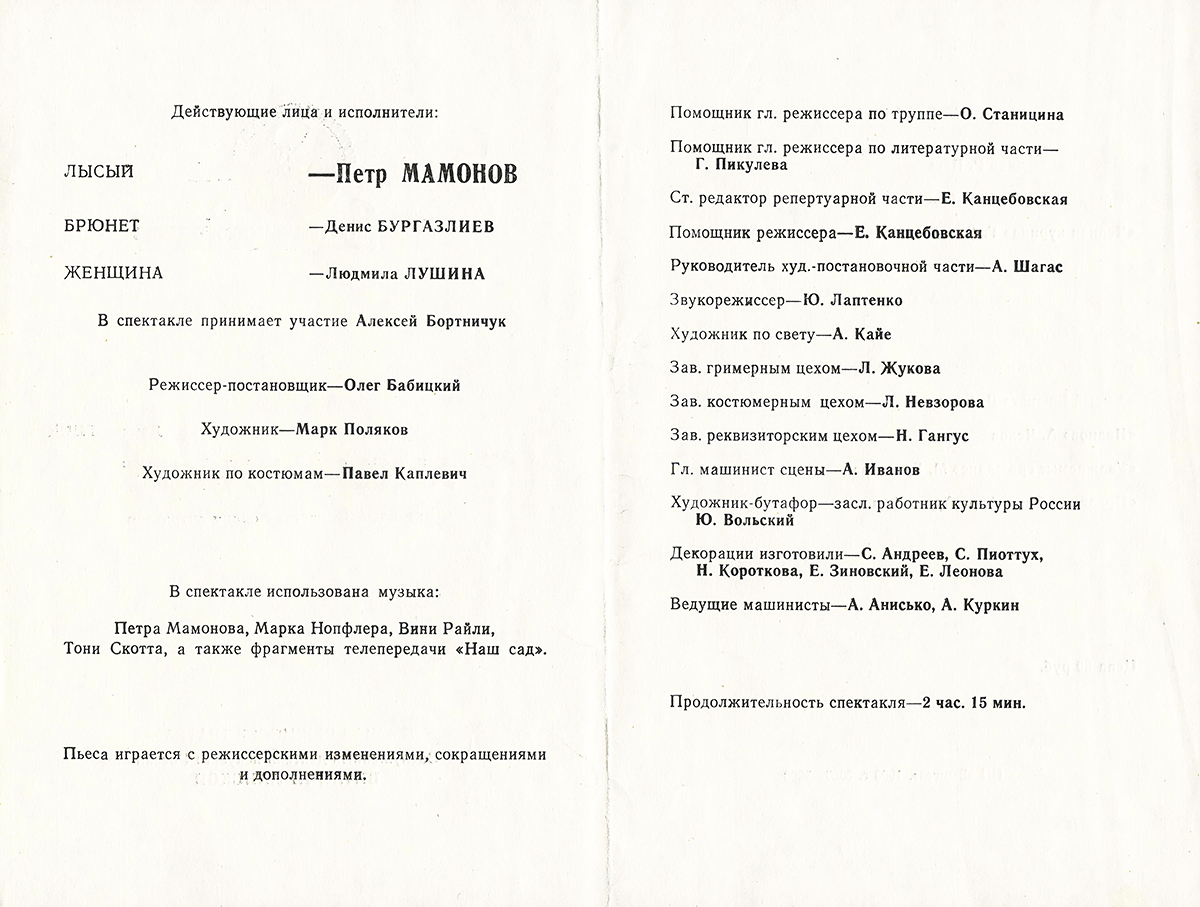
Program spektaklu „Łysy brunet” (środek)

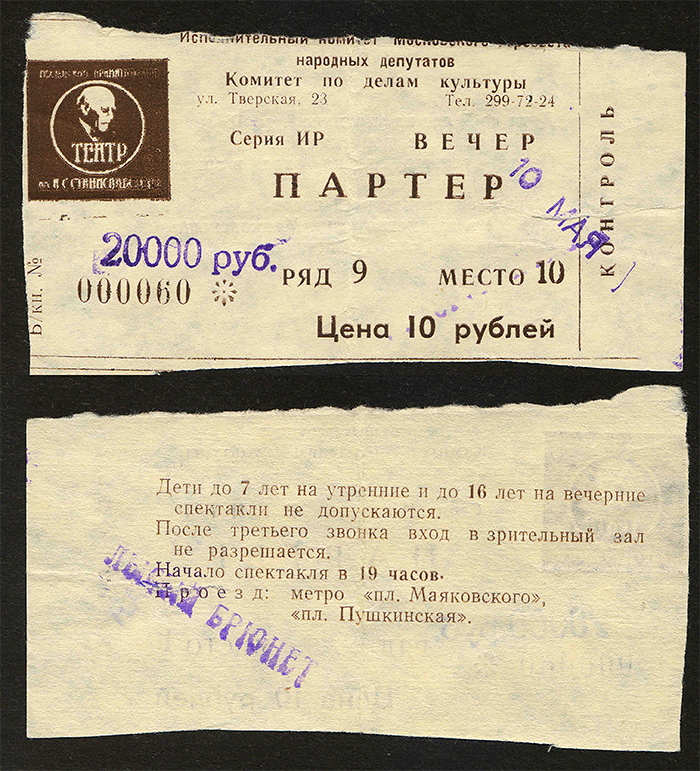
Bilet na spektakl „Łysy brunet”

### Młodość
Piotr Mamonow urodził się 14 kwietnia 1951 roku w Moskwie; dorastał w inteligenckiej rodzinie: jego ojciec był inżynierem, specjalistą od wielkich pieców, natomiast matka – tłumaczką z języków skandynawskich. Dzieciństwo spędził przy zaułku Bolszoj Karetnyj, w domu pod numerem 17, na tym samym podwórku, na którym dorastał Włodzimierz Wysocki. Jego rodzice rozstali się w połowie lat pięćdziesiątych; następnie jego matka związała się z inżynierem Mikołajem Bortniczukiem. Ze związku tego 13 lipca 1958 roku urodził się przyrodni brat Piotra, Aleksiej Bortniczuk.
Ani sąsiedzi, ani nauczyciele nie wróżyli mu świetlanej przyszłości: chłopak wprawdzie świetnie tańczył, ale też zębami otwierał butelki z piwem, dużo się bił i często wciągał w niebezpieczne sytuacje. Sięgał po alkohol, potem narkotyki. Przejawiał skłonności zarówno do zachowań patologicznych, jak i artyzmu. Przez wiele lat nie był w stanie zdecydować, która z ról bardziej mu bardziej pasuje, i ślizgał się między performance’ami a chuligańskimi wybrykami. Chłopca wyrzucono z dwóch szkół średnich za to, że nieustannie „urządzał cyrk” – na przykład musiał opuścić szkołę po wybuchu zorganizowanym w pobliżu sali chemicznej. Jako nastolatek ubierał się jak bikiniarz, ale taka moda nie wystarczała mu do wyrażenia wrodzonej artystycznej ekspresji, dlatego Piotr często uciekał się do niestandardowych środków, na przykład chodząc ulicą z klamką zamiast kolczyka. W młodości często przebywał wśród moskiewskich hippisów, choć ideały tej subkultury traktował sceptycznie, cyklicznie się z nimi ścierał i walczył. Jedna z jego licznych bójek poskutkowała blizną na brzuchu (co można zobaczyć w filmie Igła, w którym zagrał ponad dwadzieścia lat później). Podczas innego incydentu, który miał miejsce w ogrodzie Ermitażu, został zaatakowany zaostrzonym pilnikiem, który uderzył go w okolicę serca. Mimo silnego krwawienia lekarzom udało się go uratować; po kilku operacjach wyszedł z czterdziestodniowej śpiączki. Od tego czasu na piersi pozostała mu charakterystyczna blizna. Nadpobudliwość i chęć szokowania skłaniały go do wykonywania niezwykłych „performance’ów”, np. spacerując po parku czasami uciekał i udawał, że uderza w ścianę z pełną prędkością, by w następstwie leżeć i obserwować gromadzących się wokół niego ludzi. Aby uniknąć wojska, odgrywał wariata – został zbadany w szpitalu psychiatrycznym i uznany za niezdolnego do służby. W tym samym miejscu, w szpitalu, zaprzyjaźnił się z przyszłym popularnym w Rosji dziennikarzem rockowym Artiomem Troickim, który później odegrał ważną rolę w jego karierze.
Już w dzieciństwie z entuzjazmem uczył się grać na gitarze i marzył o sławie muzyka rockowego. W liceum założył swój pierwszy zespół o nazwie „Express”, który działał od połowy do późnych lat sześćdziesiątych i wczesnych siedemdziesiątych grający covery popularnych zespołów rockowych, jak The Beatles, The Rolling Stones i Led Zeppelin, chociaż sam Mamonow preferował R&B, muzykę soul i rock and roll. Według wspomnień osób, które go znały osobiście Mamonow od wczesnego dzieciństwa uwielbiał tańczyć, chętnie wykonywał shake, rock and roll, twist, już w latach szkolnych wykazywał niesamowitą gibkość i ekspresję ciała. Jego najlepszy przyjaciel i kolega z czasów szkolnych Aleksander Lipnicki (współtwórca Zwuki Mu) powiedział o tym, że pod względem umiejętności tanecznych Piotr nie miał sobie równych w całym mieście.
Mamonow dość wcześnie uzyskał dostęp do trudno osiągalnych płyt zachodnich muzyków. Zawdzięczał to temu, że ojczym Aleksandra Lipnickiego, wielki meloman, Wiktor Suchodriew, pracował jako osobisty tłumacz Breżniewa i dzięki temu stanowisku miał okazję sprowadzić wiele różnych nagrań z zagranicy. W przeciwieństwie do panującej wśród radzieckich muzyków rock-and-rollowych mody na Beatlesów, Mamonow cenił sobie raczej afroamerykańskich wykonawców: Milesa Davisa, Chubby’ego Checkera, Raya Charlesa, Ike’a Turnera i innych.

### Okres socjalizacji
W 1979 roku uzyskał wykształcenie techniczne w Moskiewskiej Poligraficznej Szkole Technicznej, po czym studiował przez trzy lata (1979-1982) w Moskiewskim Instytucie Poligraficznym na wydziale edytorskim, ale nie udało mu się go ukończyć. Niewiele wiadomo o tym okresie jego życia, sam muzyk nie lubi wspominać tamtych czasów, którym towarzyszyły osobiste tragedie, depresja i nieprzystosowanie społeczne. Wiadomo, że gdzieś w połowie lat siedemdziesiątych ożenił się i ze związku tego miał syna, ale małżeństwo to trwało bardzo krótko. Przez jakiś czas, w 1979 roku, mieszkał z nauczycielką języków obcych i artystką Olgą Gorochową, ale i ten romans był krótkotrwały. Jak zapisała ona we wspomnieniach: „Pietia siedział w domu, często zakładał słuchawki i ze złym wyrazem twarzy słuchał Weather Report. Potem przez cały czas śniło mi się, że uciekam przed nim, lecę gdzieś w górę, a on mnie łapie i ciągnie w dół.” Pomimo wielkiej miłości do muzyki Mamonow na długi czas porzucił aktywność artystyczną. W ciągu dziesięciu lat udało mu się zmienić wiele różnych zawodów. Pracował jako korektor i kierownik działu listów w miesięczniku „Pionier”. Jak wspominał dziennikarz i reżyser, Andriej Maksimow, pracujący wówczas z Mamonowem w wyżej wymienionym czasopiśmie: „Piotr pisał artykuły o timurowcach i spotkaniach pionierów. Był bardzo życzliwy i hojny. Zarabiał – i od razu wszystko trwonił. Ponadto Mamonow pracował jako zecer w drukarni, sanitariusz-masażysta, operator windy, ładowacz w sklepie spożywczym, strażak w kotłowni przy elektrociepłowni. Natomiast dzięki biegłej znajomości języka angielskiego i norweskiego (tego drugiego nauczył się od matki), zajmował się tłumaczeniem poezji, która następnie była publikowana w antologiach. Ze względu na swoją ekspresyjną naturę Mamonow nie przebywał długo w żadnym miejscu, a problemy z alkoholem i ciągłe trudności finansowe wywoływały u niego depresyjny nastrój.

### Wczesna formacja „Zwuki Mu”
Tłumiony niepowodzeniami miłosnymi osiadł w mieszkaniu komunalnym na odludnej moskiewskiej dzielnicy Czertanowo. Z powodu bezrobocia często głodował, a nawet chwilowo się nie alkoholizował, ale jednocześnie aktywnie pisał wiersze – w 1980 roku skomponował około siedemdziesięciu piosenek. Po zgromadzeniu wystarczającej ilości materiału zaprosił Artiemija Troickiego, który już wtedy stał się znanym krytykiem muzycznym, i zagrał dla niego na gitarze swoje najbardziej udane utwory. Wspomnienia z tego spotkania zostały uwiecznione w książce „Rock w Sojuzie”: „To było niesamowicie zabawne, mocne i niezwykłe. Szaleńczo napięta polka rockowa na jednym lub dwóch akordach, wykonywana z krzykiem, świszczącym oddechem przeplatanym ciszą. Zainspirowany tą pochwałą Mamonow postanowił stworzyć własną grupę rockową. Najpierw odbywał próby ze swoim młodszym bratem Aleksiejem Bortniczukiem, a następnie zaprosił klawiszowca Pawła Chotina i Aleksandra Lipnickiego do gry na basie. Tak powstała formacja „Zwuki Mu”. Mamonow wraz z zespołem regularnie koncertował w mieszkaniach, poznając po drodze inne moskiewskie i leningradzkie zespoły undergroundowe. Zaprzyjaźnił się z członkami grup: „Centrum”, „Brawo”, „Akwarium”, „Zoo”, „Kino”; często dawali wspólne występy, wymieniali się doświadczeniami, a nawet przekazywali sobie poszczególnych muzyków. Wieści o zespole z niezwykłym wokalistą szybko rozproszyły się po całym mieście, coraz częściej odbywające się koncerty zaczęły przynosić dochody. Życie osobiste również uległo poprawie, w 1982 roku Mamonow poślubił Olgę, tancerkę corps de ballet, z którą miał dwóch synów.
Na początku 1984 roku grupa „Zwuki Mu” po raz pierwszy wystąpiła na scenie przed licznym tłumem widzów, stało się to w trzystuosobowej auli szkoły specjalnej nr 30, gdzie Mamonow i Lipnicki byli niegdyś uczniami, a poza absolwentami na koncert przyjechały także wybitne osobistości moskiewskiego podziemia. Troicki w swojej książce Powrót do ZSRR tak opisał tę akcję: „Piotr okazał się wielkim, epileptycznym showmanem; grał samego siebie, ale w nieco przesadzonej formie – jako mieszaninę ulicznego błazna, szarmanckiego drania i nieświadomie zgorzkniałego pijaka. Stał w ceremonialnych pozach, po czym niespodziewanie upadał, naśladując epileptyka z pianą na ustach. Wykonywał jednoznaczne ruchy seksualne, a za chwilę przemieniał się w smutnego i poważnego mężczyznę”. Sam Mamonow określił własne teksty piosenek mianem „rosyjskich halucynacji ludowych”. Członkowie grupy prawie całe lato 1984 roku spędzili w wiosce Nikolina Gora na daczy Lipnickiego. Codziennie grali muzykę, eksperymentowali z narkotykami i alkoholem, a w prowizorycznym studiu zlokalizowanym na strychu nagrywali pierwsze próbki utworów. W 1985 roku w ramach Pieriestrojki ogłoszono prohibicję. Wywarła ona fatalny wpływ na zdrowie Mamonowa, który w zastępstwie napojów alkoholowych regularnie wypijał perfumy i wody kolońskie, co w marcu tegoż roku doprowadziło go na skraj śmierci po wypiciu rozpuszczalnika znalezionego w spiżarni.

### Rozwój zespołu
W kwietniu 1985 roku zespół przeszedł przesłuchanie przed jury klubu rockowego pod nazwą Moskowskaja rock-łaboratorija – państwowej organizacji, która w latach osiemdziesiątych XX w. kontrolowała i koncesjonowała działalność moskiewskich rockmanów. Organizacja ta pozwoliła zespołowi na legalny udział w najważniejszych koncertach. Za ten wyczyn wielu przywódców podziemia uznało Mamonowa za zdrajcę; w szczególności Ilja Smirnow krytykował twórczość „Zwuki Mu” na łamach wydawanego przez siebie, podziemnego magazynu „Urłajt”. Mamonow z żoną i dwójką dzieci nie chciał ryzykować, szukał stabilności, wolał wyjść na scenę tylko za zgodą KGB. Podpisał nawet list zbiorowy potępiający muzyków undergroundowych, choć wiele lat później przyznał, że zrobił to pod presją znajomych i teraz tego żałuje. Od 1986 roku grupa rozpoczęła intensywne koncertowanie. W czerwcu tego roku muzycy z sukcesem wystąpili na festiwalu „Dwiżenije w storonu wiesny”, obok grup „Akwarium”, „Kino” i „Alisa”, tak dobrze, że leningradzkie autorytety rocka uznały „Zwuki Mu” za najlepszy zespół w Moskwie.
W 1988 roku Mamonow, w przerwie między koncertowaniem, zagrał lekarza – barona narkotykowego w filmie Igła. W tym samym roku, z pomocą wieloletniego znajomego Wasilija Szumowa, grupa niemal jednocześnie nagrała dwa albumy studyjne „Prostyje wieszczi” i „Krym”, z których pierwszy zawierał wszystkie wczesne piosenki Mamonowa, a drugi – nowy materiał. Jesienią 1988 zespół „Zwuki Mu” zaczął koncertować za granicą – na Węgrzech i we Włoszech. Mniej więcej w tym samym czasie Artiom Troicki poznał Mamonowa z Brianem Eno, słynnym angielskim producentem, który był zaskoczony niezwykłą kreatywnością Rosjanina, natychmiast oferując mu kontrakt na wydanie albumu i zagraniczną trasę koncertową. „Mamonow jest jak błazen opętany przez diabła, oszalały i żałosny, kruchy oraz niebezpieczny dla otoczenia” – żalił się Eno, nieświadomie reklamując „Zwuki Mu” na całą Europę. Po nagraniu winylu „Zwuki Mu” i występie w telewizyjnym programie „Muzykalnyj ring”, na początku 1989 roku zespół opuścił kraj na długi czas, po czym odbył tournée po Francji, Niemczech i Wielkiej Brytanii. Na tych koncertach Mamonow „zmieniał się w diabła”: niszczył statywy i mikrofony, demolował co się da. W 1989 roku zrozumiał, że jeśli nie zmieni stylu życia, to umrze. W maju tegoż roku zespół powrócił do ZSRR, aby wziąć udział w festiwalu „Niezawisimyje muzykanty – Jugu Afriki”, po którym odbyła się wielka trasa koncertowa po wschodnim wybrzeżu Stanów Zjednoczonych. Pomimo ogromnej popularności, po przybyciu z Ameryki, Mamonow niespodziewanie ogłosił rozwiązanie grupy. Ze wszystkich członków grupy zostawił obok siebie tylko brata-gitarzystę, decydując się odtąd występować w formacie duetu „Mamonow i Aleksiej”.

### Mamonow i Aleksiej. Nowe „Zwuki Mu”
W 1990 roku powstało jego własne studio nagrań „Otdielenije Mamonow”. Mamonow chciał zrobić ze studia coś w rodzaju Tamla Motown Records, w którym można by nagrywać interesujących początkujących muzyków, ogłoszono nawet konkurs w „Moskowskim Komsomolcu”, ale ostatecznie nic nie wyszło z tego przedsięwzięcia. Ze względu na złożony charakter Mamonowa trudno mu było dojść do porozumienia z ludźmi, którzy pojawiali się w jego studiu; zaczął się tam zamykać i grać sam, czyniąc to miejsce czymś w rodzaju swojego schronienia. Studio istniało w tej formie przez około dwa lata, nagrywano tam płyty „Mamonow i Aleksiej” oraz „Wariacje instrumentalne”. Piotr Mamonow stopniowo przyciągał do grupy nowe osoby i wkrótce do duetu „Zwuki Mu”, który tworzył ze swoim bratem, dołączyli: basista Jewgienij Kazancew i perkusista Andriej Nadolski. Zaproszeni muzycy dzięki swojemu doświadczeniu i profesjonalizmowi potrafili stworzyć gęsty dźwięk, tzw. ścianę dźwięku – pozwalało to na granie utworów, których wcześniej nie można było wykonać ze względu na brak pewnych umiejętności instrumentalistów. W 1993 roku ukazał się album „Grubyj zakat”, który pod względem brzmienia znacząco różnił się od całej dotychczasowej twórczości grupy. Jednak atmosfera w zespole, pomimo stosunkowo udanych występów, nie była zbyt dobra. Mamonow nie chciał być ograniczany ramami rock and rolla, a ponieważ zainteresował się teatrem i kinem, wyjeżdżał na długi czas we własnym interesie, co nie podobało się kolegom z grupy, którzy pozostawali w tym czasie bezczynni. Na przykład w 1994 roku nagle wyjechał do Los Angeles, aby odwiedzić Wasilija Szumowa; razem nagrali album „Russkije pojut”, zawierający covery piosenek znanych zachodnich rockmanów. Niezadowolenie muzyków z solowych poczynań lidera i dążenie Mamonowa do absolutnej wolności osiągnęło apogeum w 1996 roku, a po ukazaniu się eksperymentalnego albumu „Żyzn amfibij, kak ona jest”, na płycie winylowej, Zwuki Mu ostatecznie się rozpadł.

### Początek kariery aktorskiej
W pierwszej połowie lat dziewięćdziesiątych Mamonow coraz mniej lubił muzykowanie, a coraz bardziej aktorstwo, udzielając się w produkcjach filmowych i teatralnych. Ważnym krokiem na tej drodze była rola saksofonisty alkoholika w filmie „Taxi Blues” Pawła Łungina. Początkowo reżyser wymyślił dla swojego filmu zupełnie innego bohatera, ale po spotkaniu z Mamonowem był zdumiony oryginalnym kunsztem muzyka i postanowił napisać scenariusz specjalnie dla niego: „Przyniósł ducha wolności; był twardy jak gwóźdź. Widać było, że to bardzo słaby człowiek, strasznie słaby, ale jednocześnie jest w nim coś, czego nie da się zgiąć ani złamać”. Film zdobył nagrodę dla najlepszego reżysera na Festiwalu Filmowym w Cannes. Za swoją rolę Mamonow był nominowany do nagrody Nika dla najlepszego aktora, ale statuetkę otrzymał Innokientij Smoktunowski. Nieco później zagrał w niekomercyjnych dramatach „Noga” i „Anna Karamazoff”, niskobudżetowych filmach, które nie odniosły tak wielkiego sukcesu.
Debiut Piotra Mamonowa jako aktora teatralnego odbył się w Moskiewskim Teatrze Dramatycznym, gdzie od 1992 roku wraz z reżyserem Olegiem Babickim i aktorem Dienisem Burgazlijewem zaczął wystawiać sztukę „Łysy brunet”, którą grano z powodzeniem przez kilka lat. Potem próbowano pokazać spektakl: „Nie ma kto pisać do pułkownika”, na podstawie powieści Gabriela Garcii Márqueza, ale produkcja ta okazała się mało popularna i przestano ją wystawiać po emigracji Burgazliewa do Niemiec. Równolegle z pracą w teatrze trwał udział Mamonowa w filmach; ukazały się dwie produkcje kinowe z jego udziałem: „Terra incognita” (1994) w reżyserii Yiannisa Typaldosa i „Wriemia pieczali jeszczo nie priszło” (pol.: „Czas smutku jeszcze nie nadszedł”) Siergieja Sieljanowa (1995).

### Pierwsze występy solowe
Po upadku „Zwuki Mu” Mamonow popadł w stan głębokiej depresji – nie widział sensu życia i nie chciał nic robić. „Doświadczyłem wtedy kompletnego załamania życiowego. Utknąłem w martwym punkcie w wieku czterdziestu pięciu lat, kiedy miałem i forsę, i sławę, i dzieci, i dobrą żonę, a nie chciało mi się żyć.” Kryzys egzystencjalny skłonił Mamonowa do głębszych, duchowych przemyśleń: „Zacząłem myśleć, po co w ogóle żyć, po co mi te przydzielone siedemdziesiąt – lub ile – lat mojego życia. Rewolucyjna zmiana w życiu Piotra Mamonowa rozpoczęła się od tego, że niespodziewanie przeżył objawienie religijne i nawrócił się na prawosławie. Zaczął czytać dzienniki Lwa Tołstoja, potem nieoczekiwanie pojawiła się u niego myśl o zwróceniu się ku Bogu. Jego rodzice byli niewierzący, ale prapradziadek, Nikołaj Nadieżdin, przez siedemnaście lat był protojerejem w Soborze Wasyla Błogosławionego w Moskwie. W 1995 roku przeniósł się do wioski Jefanowo w powiecie Naro-Fomińskim, należącym do obwodu moskiewskiego, niedaleko miasta Wierieja. Od tego czasu zajął się samodoskonaleniem w wierze: zaczął regularnie odwiedzać miejscowy kościół, spowiadać się i modlić, czytać Biblię oraz pisma ascetyczne Ojców Pustyni, w tym – bez przerwy – św. Izaaka Syryjczyka. Ponadto podjął praktykę ascezy – posty, kąpiele w przeręblach. Wziął ślub cerkiewny z Olgą. Nie przestał jednak śpiewać ani komponować, szybko więc zyskał famę punkrockowego pustelnika po wielkich przejściach. W tym okresie grał także w teatrze. Głównym jego projektem artystycznym tego etapu była sztuka „Czy na Marsie jest życie?” – luźna interpretacja jednoaktowej sztuki Antona Czechowa „Propozycja małżeństwa”. Mamonow zagrał tutaj samodzielne wszystkie role, tylko w niektórych scenach żywe postacie zostały zastąpione lalkami. Również w tym okresie ukazały się dwie płyty de facto nieistniejącej grupy Zwuki Mu: album z wcześniej niepublikowanymi utworami: „Szkura nieubitogo” (1999) oraz zbiór wybranych kompozycji „Nabrał choroszych na odin kompakt” (2000).

### Lata 2000.
W 2003 roku w telewizji TVS odbył się występ w programie „Ziemia-powietrze”, w którym Mamonow po raz pierwszy od dawna zaśpiewał i zagrał na gitarze stare piosenki „Zwuki Mu”, a w przerwach rozmawiał z krytykami muzycznymi czołowych rozgłośni radiowych w kraju. Występ ten został następnie wydany na płycie DVD.
Pomimo zdecydowanej decyzji o całkowitym porzuceniu narkotyków i alkoholu, wyrażonej w materiałach dodatkowych do płyty „Czy na Marsie jest życie?”, Mamonow nadal odczuwał głód alkoholu, co negatywnie wpłynęło na jego już i tak osłabione zdrowie. Na jednym ze spektakli w 2003 roku upadł na scenę, tuż podczas przedstawienia, i w stanie śpiączki został przewieziony do Kliniki Psychiatrycznej im. Korsakowa, gdzie przeszedł kurację odwykową od alkoholu.
W 2004 roku Mamonow użyczył głosu Dorze w serialu animowanym „Kłara, Dora. Bieszenyje babki” (pol.: „Klara, Dora – szalone babcie”).
W sprzedaży ukazała się książka „Poeci rosyjskiego rocka”, w której znalazły się między innymi teksty piosenek „Zwuki Mu”, Mamonow także po raz pierwszy spróbował swoich sił prozą, pisząc niewielką książkę filozoficznego dyskursu „Ptak Zu”.
Po przyjęciu prawosławia Mamonow przestał grać w filmach i kategorycznie odrzucał wszelkie napływające do niego propozycje. Jednak w 2001 roku alternatywnej grupie twórców „SWOI2000” udało się namówić go do zagrania roli szalonego lekarza, który na zlecenie FSB przeprowadza eksperymenty na ludziach. Reżyser Siergiej Łoban osobiście udał się do wioski, aby przekonać artystę, a następnie po otrzymaniu odmowy zostawił artykuł o swojej grupie twórczej i scenariusz planowanego filmu „Kurz” (2005). Film otrzymał różne nagrody w niezależnym przemyśle filmowym.

### Wyspa i Car
Chociaż film „Kurz” był niskobudżetową produkcją, został rosyjskim superhitem i sprawił, że Paweł Łungin przypomniał sobie o Mamonowie, a następnie namówił go, aby zagrał w jego nowej realizacji „Wyspa”. Wokalista wcielił się tym razem w postać ojca Anatola – ekscentrycznego i gorliwego pustelnika i mistyka, który posiada dar proroctwa i uzdrawiania. To człowiek, który pragnie odkupić swoje tchórzostwo z czasów młodości, w wyniku którego strzela do swojego kolegi, i dlatego potem przez wiele lat próbuje odpokutować ten czyn w klasztorze. Znaleziony jako nieprzytomny w wyniku wybuchu przez mnichów gdzieś na wyspie nad brzegiem Morza Białego, przyłącza się do tutejszego monastyru, zostając pustelnikiem-palaczem w kotłowni. Początkowo artysta nie chciał zgodzić się na rolę, uważając siebie za niegodnego portretu świętego, ale po konsultacji ze swoim spowiednikiem jednak się zgodził. Do pozostałych ról zaproszono takich sławnych aktorów jak Wiktor Suchorukow i Dmitrij Diużew, ale to właśnie Mamonow zbudował klimat całego filmu, zgodnie z zamysłem reżysera, z powodzeniem łącząc swoją własną autentyczną religijność z aktorską ekscentrycznością i ekspresją. „Mamonow grał nie tyle ojca Anatolija, ile samego siebie. – wspominał Łungin. – Kiedy filmowaliśmy modlitwę, był to niezwykle intymny moment. To nie była zabawa – Piotr modlił się w filmie, tak samo, jak to robił to na co dzień. Premierowym pokazom w Rosji towarzyszył wielki sukces, film zdobył wiele nagród i wyróżnień, w tym sześć statuetek „Niki” i sześć „Złotych Orłów”. Sam Mamonow otrzymał kilka nagród: „Złotego Orła” za najlepszą męską rolę, nagrodę „Swoja koleja” (pol. „Własny tor”) za wkład w odrodzenie kultury prawosławnej, nagrodę „Żorża” oraz kilka innych mniej znaczących nagród. Podczas rozdania nagród „Złotego Orła” Mamonow wprawił zgromadzoną publiczność w oszołomienie, pojawiając się na scenie w prostym swetrze z dzianiny, postrzępionych dżinsach i tanich tenisówkach. Na fali sukcesu Paweł Łungin zaangażował Mamonowa do kolejnej głównej roli w swoim filmie. W 2009 roku ukazał się „Car” – historyczny obraz, w którym Mamonow wcielił się w postać Iwana Groźnego – władcy rozdartego między okrutną tyranią a wiarą w Boga. Zgodnie z fabułą metropolita Filip II, w wykonaniu Olega Jankowskiego, przeciwstawia się przewrotnej duchowości i okrucieństwu władcy na próżno starając się ocalić jego umierającą duszę. Za tę rolę Mamonow został nominowany do nagrody „Złotego Orła”. Mimo iż w produkcję włożono wiele wysiłku, nie wywarła ona już ani na znawcach kina, ani na widzach tak silnego wrażenia jak „Wyspa”. Rozlegały się nawet głosy, by jako „antyrosyjski”, film został zdjęty z ekranów. Natomiast niektórzy krytycy zgodnie uznali, że Mamonow nie pasuje do roli tego cara, ponieważ zamiast groźnego autokraty okazał się raczej „niezbyt strasznym świętym głupcem” lub „obrzydliwym drobnym demonem”. Od 2008 roku Mamonow publikuje zbiory swoich poetyckich aforyzmów „Zakoriuczki” (pol. „Bazgroły”), krótkich morałów o tematyce religijnej, w pewien sposób związanej z duchowymi poszukiwaniami autora.

### Po 2010 roku
W 2010 roku Mamonow wziął udział w kręceniu rozszerzonej wersji filmu „Igła”, pod tytułem „Igła – Remix”, w której zagrał w dodatkowych scenach; ponadto specjalnie na potrzeby filmu nagrał swój wykład na temat niebezpieczeństw alkoholizmu.
W 2010 roku Andriej Kagadiejew zaprosił go do zagrania roli Boga w filmie „Zwiozdnyj wors”. Z powodów ideologicznych lub z powodu komercyjności filmu Mamonow odrzucił jednak ofertę. W rezultacie rolę tę odegrał Artiemij Troicki.
W 2011 roku wznowił współpracę z grupą artystyczną SWOI2000; najpierw Mamonow zagrał w ich komedii „Chapiteau-Show”, a następnie wspólnie z Siergiejem Łobanem nakręcił wideo w wiosce Mamonowa i na moskiewskich ulicach, pt. „Mamon + Łoban” – film dokumentalny portretujący Mamonowa, z elementami kreacji aktorskiej tegoż bohatera, w której gra on człowieka groteskowego, dotkniętego dumą i próżnością.
Pod koniec 2012 roku, po długiej przerwie, Mamonow powrócił na scenę teatralną z nowym samodzielnym przedstawieniem „Dziadek Piotr i zające”.
Od 28 sierpnia 2014 – artysta prowadzi autorski program „Zołotaja połka” w rozgłośni „Echo Moskwy”.
Na swojej oficjalnej stronie internetowej 9 lutego 2015 roku Piotr Mamonow ogłosił utworzenie nowej grupy o nazwie „Sowierszenno nowyje Zwuki Mu” (pol. „Całkowicie nowe Zwuki Mu”). W skład grupy oprócz Mamonowa weszli: Grant Minasian – perkusja; Ilja Ureszczenko – bas; Aleks Grickiewicz – elektronika, instrumenty klawiszowe; Sława Łosiew – instrumenty dęte, instrumenty klawiszowe.
W 2015 roku (26 listopada) ukazał się film „Ijeriej-San”, w którym partnerami Mamonowa byli Iwan Ochłobystin, Nadieżda Markina, Igor Żyżykin, Piotr Fiodorow i Cary-Hiroyuki Tagawa, który zagrał główną rolę prawosławnego japońskiego księdza, który przenosi się do rosyjskiej wsi. Według Mamonowa „film na pewno nie został nakręcony na próżno”, ponieważ „Tagawa zdecydował się przyjąć chrzest i przejść na prawosławie”, a także „złożył wniosek o obywatelstwo rosyjskie”. W 2019 roku (24 sierpnia) Piotr Mamonow trafił do szpitala z rozpoznaniem zawału mięśnia sercowego, po którym przeszedł dwie udane operacje. W listopadzie tego samego roku artysta wznowił działalność koncertową i sceniczną.

## Dyskografia

### Albumy studyjne grupy „Zwuki Mu”
- 1988 – Prostyje wieszczi
- 1988 – Krym
- 1989 – Zwuki Mu
- 1991 – Transnadiożnost
- 1995 – Grubyj zakat
- 1996 – Żyzn amfibij, kak ona jest
- 2000 – Szokoładnyj Puszkin
- 2002 – Elektro T
- 2003 – Myszy 2002
- 2003 – Zielonienkij
- 2003 – Wielikoje mołczanije wagona mietro
- 2005 – Skazki bratjew Grimm

### Kompilacje grupy „Zwuki Mu”
- 1995 – Instrumientalnyje wariacyi
- 1995 – Grubyj zakat. Dance Mix
- 1997 – Legiendy russkogo roka (Zwuki Mu)
- 1999 – Szkura nieubitogo
- 2000 – Nabrał choroszych na odin kompakt
- 2002 – Szkura nieubitogo 2

### Albumy studyjne grupy „Mamonow i Aleksiej”
- 1992 – Mamonow i Aleksiej

### Albumy studyjne projektu „Mamonowi Szumow”
- 1994 – Russkije pojut

### Dyskografia solowa Piotra Mamonowa
- 1996 – P. Mamonow 84-87
- 2011 – Odno i toże